# Poem Rocket
Poem Rocket es una banda de art rock / noise rock estadounidense basada en Albany. Es originaria de la ciudad de Nueva York.

## Biografía
Formada en 1992, la banda está compuesta por Michael Peters (voz, guitarra, composición), Sandra Gardner (voz, bajo, composición) y Peter Gordon (batería). Peters y Gardner se casaron en 1997 y tuvieron un hijo en el invierno de 2003. Originalmente fue una banda de cuatro miembros, con Dennis Bass en guitarra. Además, la banda tuvo una serie de bateristas que a menudo duraron poco, notablemente William Shin (Seam) y el cantautor Ian Christe. Hubo otros bateristas que audicionaron para participar, incluido el autor Paul Collins, quien actuó con ellos en 1993 en CBGB. El baterista Andrew Nelson se unió a fines de 1993, completando el primer demo de Poem Rocket. La banda comenzó lanzando algunos singles de 7 minutos y un EP de 10 minutos. Muchas de estas canciones fueron recompiladas en el CD Felix Culpa en 1995. Su álbum debut, Infinite Retry On Parallel Time-out fue grabado entre 1996-1997 en The Funhouse, junto a  William Weber. Fue mezclado por Wharton Tiers y lanzado a principios de 1998 por PCP Entertainment, una discográfica hija de Matador Records. Después de una gira en 1995-1996, Bass abandonó la banda, que pasó a ser un trío. Nelson se quedó hasta 1998, dejó la banda tras un inédito evento en donde lanzó su batería al público al final de un set en Atlanta, GA. Peter Gordon (de Gapeseed) luego reemplazó a Nelson en la batería. Poem Rocket comenzó a trabajar con Atavistic Records, lanzando el álbum conceptual Psicogeografía en Atavistic Records en 2000. Adam Cooke, de la banda de rock (de Baltimore Roads to Space Travel) reemplazó brevemente a Gordon en la batería algún tiempo el periodo (2002 o 2003). En 2002, la banda comenzó a trabajar en un álbum doble, titulado Invasion! el cual fue editado en el estado de Nueva York. El álbum se completó en 2006 y se lanzó en 2007. Una grabación de 1999, realizada en el estudio de Six Finger Satellite en Providence, Rhode Island, permanece inédita. Peters también es miembro del colectivo literario experimental Be Blank Consort, y ha estado trabajando en una biografía del arquitecto francés Fleury Colon . De 2007 en adelante, los CDs completos de Poem Rocket siguieron siendo grabados, pero sus EPs han sido agotados debido a la baja cantidad de copias de los mismos. Ninguno de sus discos fue lanzado en vinilo de manera oficial. 

## Sonido e influencias
Aunque en muchos aspectos es una banda de rock visceral, Poem Rocket tiene una amplia gama de influencias tanto musicales como de otras ramas creativas del arte. Originalmente estaban inmersos en el mundo artístico de la ciudad de Nueva York, ya que la ciudad los expuso a innumerables estímulos creativos de variopintas influencias. Las influencias del musicales propias del rock que influyeron sobre el sonido de Poem Rocket incluyen a bandas como Throwing Muses, Suicide, Can, Live Skull, Bauhaus, The Church, Fugazi, Talking Heads, Pixies, The Ex, Band Of Susans y Gang Of Four . My Bloody Valentine, The Birthday Party, The Stooges, Slint, Unwound y Siouxsie And The Banshees. Otras influencias, ajenas al mundo del rock, incluyen las "orquestas de guitarra" de Rhys Chatham / Glenn Branca, los paisajes sonoros ambientales de Brian Eno y las composiciones de pulso de Steve Reich .
Su música también esta influenciada por en el arte conceptual, el situacionismo y una variedad de inspiraciones literarias. Su álbum de 2000 se tituló según el concepto de Psicogeografía de Guy Debord, que es el estudio de cómo la geografía y la arquitectura de los entornos configuran el comportamiento y los procesos de pensamiento de sus habitantes. Las letras de "Reurbanization Of The Space", por ejemplo, dicen: "Aquí está la nueva tendencia, examine las implicaciones en los sectores público y privado. . . Estás creando la mitología de la Gran Ciudad Americana. . . El espacio alrededor de los edificios es el alma de la ciudad ". Peters posee una voz andrógina, animada y vertiginosa, mientras que la vocalización de Gardner usa un ronroneo más controlado y transpirable. Los temas de existencialismo, arquitectura, alienación, espacio exterior y biología surgen con frecuencia, aunque las letras son lo suficientemente abiertas como para justificar múltiples interpretaciones. A menudo, se puede encontrar a Peters y Gardner armonizando dulcemente mientras a su alrededor se agitan chorros atonales de ruido y líneas vibrantes de bajo, lo que lleva a un sonido desorientador y cinético en general. Los ejemplos clave de canciones en este estilo incluyen "Small White Animal", "Appeal To The Imagination", "Box: Tallow, Felt And Ice" y "Blue Chevy Impala". Han tenido algunos números acústicos, como "God Damn Alien Sundial Sundial" y la balada de amor sexualmente sugerente "Milky White Entropy". Tienen una canción que lleva el nombre del pintor holandés Karel Appel. El tenue cuaderno de viaje "Budapest" presenta platillos invertidos y bucles de guitarra. El "Lev 9 RSVP" de doce minutos parece ser sobre la colisión del cometa Shoemaker-Levy 9 en Júpiter en 1994 mientras que la línea "Si nos golpea, digamos que te lo dije / No te arrepientas" se repite varias veces con una urgencia cada vez mayor. Después de un crescendo extendido, concluye con una línea susurrada sobre "invitados fragmentarios ... en lo profundo de las densas capas de hidrógeno". "Bataille" aparentemente trata sobre el controvertido filósofo Georges Bataille. 

## Giras
La historia de las giras nacionales (y / o internacionales) de Poem Rocket es incierta, pero se sabe que en la década de 1990 en clubes de música de vanguardia de Nueva York como The Knitting Factory o The Cooler, y probablemente CBGB's. También se sabe que tocaron en vivo junto a Blastula, Wharton Tiers Ensemble, la banda de rock Mecca Normal (compañeros de sello Slug), Tono-Bungay, Bride Of No-No, Pilot To Gunner, Sweep the Leg Johnny e Hippopotamus. Se cree que tocaron en vivo con sus compañeros de grabación Six Finger Satellite. 

## Otros usos del nombre
A principios de 2005 se formó una banda bajo el nombre de Poem Rocket en el Reino Unido.  Esta banda tenía un sonido similar y un conjunto de influencias parecido al de Poem Rocket de EE. UU. A pesar del plagio y / o violación general de los derechos de propiedad intelectual, la banda no tiene relación con el Poem Rocket original.

## Discografía[10]

### Álbumes
- Infinite Retry On Parallel Time-out CD (grabado en 1997) (PCP, 1998)
- CD de psicogeografía (Atavistic, 2000)
- ¡Invasión! 2xCD (Atavistic, 2007) [extracto de mp3 "Ileah"

### EPs
- Into The Aether (alias "Blue Chevy Impala") 10 "(Oso / Carcrashh, 1995)
- The Universe Explained In Six Songs CD EP / mini-álbum (en estuche de gran tamaño) (Secret Eye, 1999)
- Lend / Lease CD-R EP (no publicado hasta el momento; grabado en 1999)

### Singles
- "Period (puntuación o la cantidad de tiempo requerida para que ocurra un movimiento cíclico)" b / w "Flaw" 7 "(Bear, 1994)
- "Small White Animal" b / n "Milky White Entropy" 7 "(PCP, 1995)
- "Desire Illuminated" b / w "Electronimo" 7 "(Magic Eye Singles, 1997)

### Compilacion
- Felix Culpa CD (compilación de singles / rarezas) (PCP, 1995)

### Pistas de compilación de varios artistas (ca. 1995-97)
- " Deus Absconditus ", "The Animal Planter", "Begging To Please You", "Pretty Baby", "Return In Disarray" (nunca lanzado formalmente), "The Path Of Coterminous Crescendoes"

### Videos musicales
- "Small White Animal" (Dirigido por Poem Rocket y Peter Gordon)
- "Box: Tallow, Felt, And Ice" (Dirigida por Elizabeth Bustamante; cinematografía de Dave Anderson)
- "Ka-boom" (Dirigida por Poem Rocket y Peter Gordon)